# Starje
 (signalé en juillet 2025).
Si vous disposez d'ouvrages ou d'articles de référence ou si vous connaissez des sites web de qualité traitant du thème abordé ici, merci de compléter l'article en donnant les références utiles à sa vérifiabilité et en les liant à la section « Notes et références ».
- Archive Wikiwix
- Bing
- Cairn
- DuckDuckGo
- E. Universalis
- Gallica
- Google
- G. Books
- G. News
- G. Scholar
- Persée
- Qwant
- (zh) Baidu
- (ru) Yandex
- (wd) trouver des œuvres sur Wikidata

Starje est un village de la préfecture de Korçë, situé au sud-est de l'Albanie, à proximité de la frontière avec la Grèce. Anciennement dans la municipalité de Qendër Ersekë, Starje se trouve depuis la réforme de 2015 dans la municipalité de Kolonjë.

## Géographie
Le village se trouve sur les pentes des monts Gramos, à l'extrémité orientale du massif de Pinde.

## Histoire
En 1940-1941, le village est sur le front de la guerre italo-grecque. L'ancien Premier Ministre et natif du village, Xhafer Ypi y meurt lors d'un bombardement aérien, le 17 décembre 1940.

## Personnalités
- Hasan Zyko Kamberi, poète albanais du XVIIIe siècle.
- Xhafer Ypi, homme politique albanais des années 1920 et 1930.